# Mihail Mihajlovics Romanov orosz nagyherceg
Mihail Mihajlovics Romanov (oroszul: Михаил Михайлович Романов; Szentpétervár, 1861. október 16. – London, 1929. április 26.), a Holstein–Gottorp–Romanov-házból származó orosz nagyherceg, az Orosz Cári Hadsereg ezredese, akit száműztek Oroszországból Sophie von Merenberg grófnővel kötött morganatikus házassága miatt.

## Élete

### Származása és gyermekkora
Mihail Mihajlovics nagyherceg 1861 áprilisában jött világra Mihail Nyikolajevics nagyherceg és Cecília badeni hercegnő harmadik gyermekeként, illetve második fiaként. Édesapját 1862-ben a Kaukázusi határterület helytartójává nevezték ki, így a család Tifliszbe költözött. Mihail Mihajlovics és testvérei itt nőttek fel, édesanyjuk, az ortodox kereszténységben Olga Fjodorovna nevet viselő Cecília hercegnő spártai nevelésében. Olga Fjodorovna gyermekeivel szemben megnyilvánuló szigoráról vált ismertté; a ”Miche-Miche” néven becézett Mihail Mihajloviccsal soha nem sikerült meghitt kapcsolatot kialakítania. A nagyhercegnének köztudottan elsőszülött fia, Nyikolaj Mihajlovics volt kedvenc gyermeke, amit Mihail Mihajlovics egy életen át nehezményezett.
Mihail Nyikolajevics nagyherceg elvárásainak megfelelően Mihail Mihajlovics katonai pályára lépett. Kisgyermekként otthon tanult magánoktatók keze alatt, tízéves kora után kezdték meg katonai kiképzését a lovasságnál. Részt vett az 1877–78-as orosz–török háborúban; a harctéren mutatott hősiességéért ezredesi rangra emelkedett. A nagyherceg a testőrség lovas ezredéhez csatlakozott. 1882-ben édesapját az Államtanács elnöki kinevezése miatt visszahívták Szentpétervárra, a család elhagyta a Kaukázust. Mihail nagyherceg Szentpétervárott a társasági élet egyik központja lett, közkedveltségnek örvendett a főváros előkelőségei között.

### Házassága és gyermekei
A nagyherceg hamar családot akart alapítani, így ahogy nagykorúvá vált, feleséget kezdett keresni magának. Szentpétervárott ugyan szüleivel élt az Új Mihajlovszkij-palotában, de belekezdett egy saját családi otthon felépítésébe. Először Mária tecki hercegnő kezéért folyamodott 1886-ban, azonban kosarat kapott. Még abban az évben el akarta jegyezni Irén hessen–darmstadti hercegnőt, azonban az eljegyzést a család hevesen ellenezte, így Mihail Mihajlovics kénytelen volt meghátrálni. Egy évvel később, 1887-ben Lujza brit királyi hercegnőt akarta elvenni, de a család ezt is megakadályozta.
A kudarcok után úgy határozott, az orosz nemességből választ magának feleséget. Ez már akkor több heves nemtetszést váltott ki a családból, ugyanis I. Pál cár törvénye értelmében az orosz nagyhercegeknek uralkodóházból kellett hitvest választaniuk. Először Valevszkaja hercegnőt szemelte ki magának, de később Jekatyerina Nyikolajevna Ignatyeva grófnő, gróf Nyikolaj Pavlovics Ignatyev miniszter leánya iránt mutatott érdeklődést. Jekatyerina Nyikolajevna elfogadta volna a nagyherceg ajánlatát, aki így III. Sándor cárhoz folyamodott engedélyért. Olga Fjodorovna azonban, aki fia választását ballépésként kezelte, rávette az uralkodót, hogy ne járuljon hozzá a frigyhez. A szülők külföldre küldték Mihail Mihajlovicsot, hogy gyorsabban felejtkezzék el Ignatyeva grófnőről.

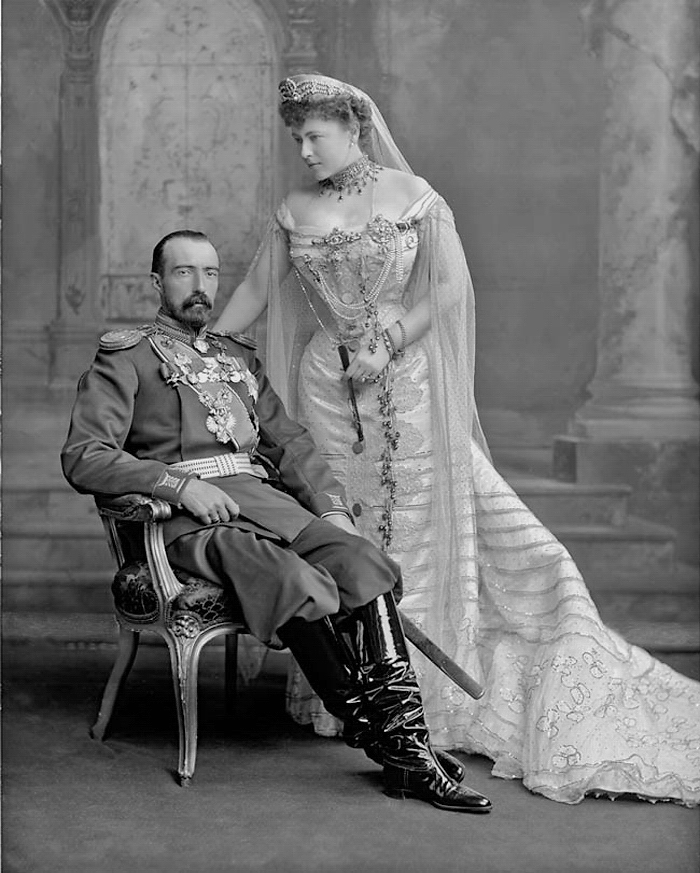
A nagyherceg és felesége, az Oroszországban „Szofja Nyikolajevna” néven ismert de Torby grófnő

A nagyherceg 1891-es nizzai tartózkodása alatt ismerkedett meg Zsófia merenbergi grófnővel (1868–1927). Zsófia grófnő Miklós Vilmos nassaui herceg és Puskin unokájának Natalja Alekszandrovna Puskinának morganatikus házasságából született. Miklós Vilmos herceget és feleségét Merenberg grófjává emelték, de ez nem tudta ellensúlyozni azt, hogy leányuk hivatalosan nem tartozott uralkodóházba. A nagyherceg beleszeretett Zsófia grófnőbe, aki viszonozta érzelmeit; a pár 1891. február 26-án titokban összeházasodott az olasz kisvárosban, San Remóban.
Félve az elutasítástól, Mihail Mihajlovics nem kérte a cár beleegyezését, a frigy azonban így morganatikusnak minősült, ami azonban súlyosabb volt, a cári udvar felfogása szerint törvénytelennek is, hiszen nem ortodox szertartás keretében zajlott a menyegző. Az esemény nagy botrányt kavart a cári családban, Olga Fjodorovna nagyhercegné egészsége súlyosan megrendült a hír hallatán. Mihail Mihajlovics nagyherceget megfosztották katonai rangjától, a cári udvarban betöltött pozíciójától, nagyhercegi jövedelmeitől, és száműzték Oroszországból. Édesanyja temetésén sem vehetett részt.
Mihail nagyherceg és Zsófia merenbergi grófnő boldog, harmonikus kapcsolatából három gyermek született:
- Anasztaszija Mihajlovna (1892. szeptember 9. – 1977. december 7.), nőül ment Sir Harold Wernherhez, Luton Hoo és Bedfordshire harmadik baronetjéhez
- Nagyezsda Mihajlovna (1896. március 28. – 1963. január 22.), nőül ment György battenbergi herceghez, Milford Haven őrgrófjához
- Mihail Mihajlovics (1898. október 8. – 1959. május 8.), brit állampolgárságot kapott, nem házasodott meg.

### Száműzetésben
Mivel kitiltották szülőhazájából, a nagyherceg élete hátralevő részét száműzetésben töltötte Németországban, Franciaországban és Angliában. Házasságkötésük után nem sokkal Zsófia grófnő unokatestvére, Adolf luxemburgi nagyherceg a de Torby gróf címet adományozta Zsófia grófnőnek és gyermekeinek. Házasságuk első éveiben Mihail Mihajlovics és Zsófia grófnő Wiesbadenben éltek, Zsófia grófnő családjánál. Három gyermekük közül kettő itt látta meg a napvilágot. 1899-ben áttelepültek Cannes-ba, ahol a grúziai Kazbek hegy után elnevezett villát építettek. Kényelmes, jómódú életvitelt folytattak, melynek fedezetét Mihail nagyherceg kaukázusi gyára adta meg.

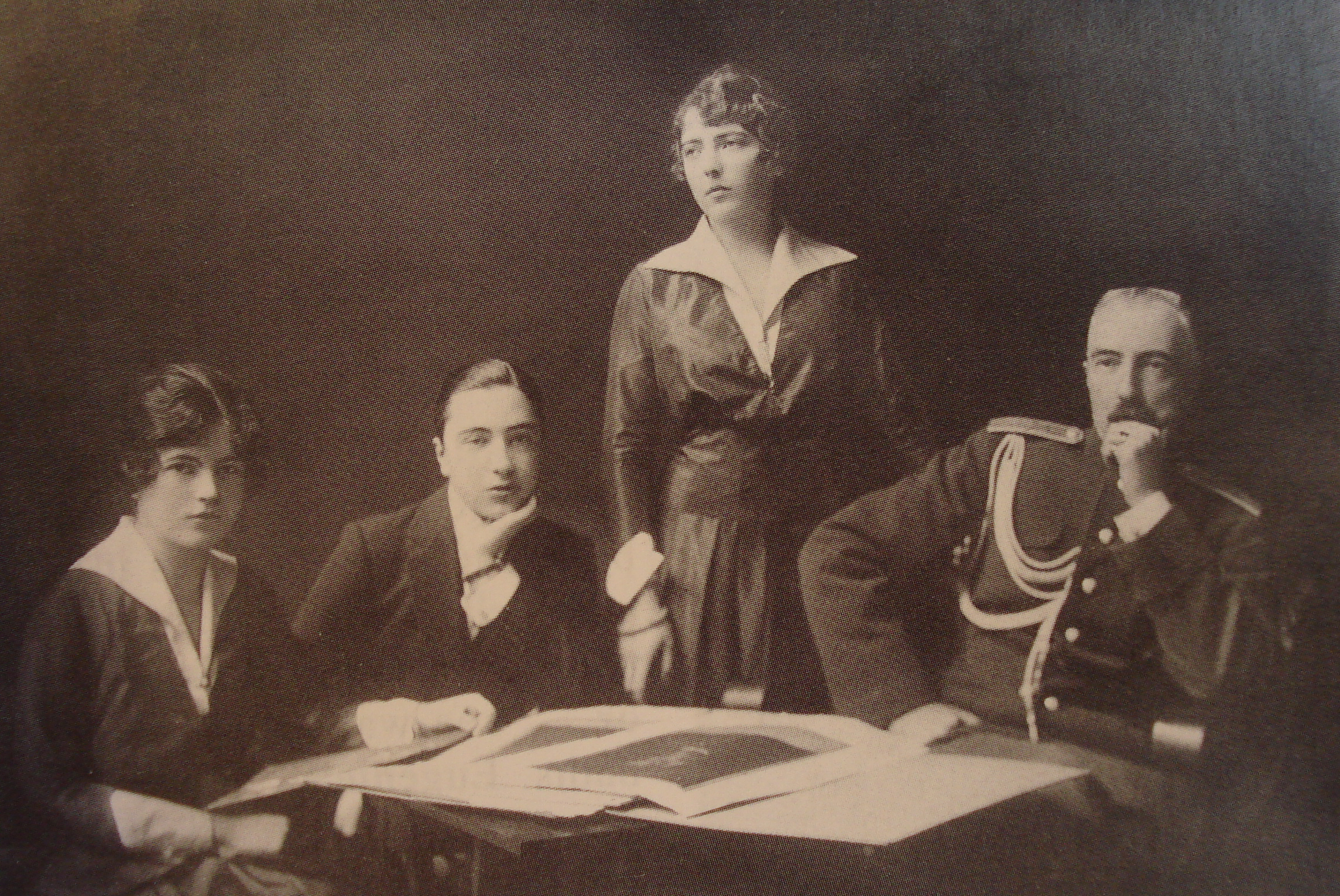
Mihail Mihajlovics nagyherceg gyermekei körében (balról jobbra: Nagya, Mihail, Zia és a nagyherceg)

1910-ben a nagyherceg több évre bérbe vette az angliai Keele Hallt, ahol hosszú vadászatokat folytatott. Az itt töltött idő remek alkalmat kínált arra, hogy a nagyherceg és családja beilleszkedjék az angol nemesség körébe, és hogy a nagyherceget több tisztség viselésére is felkérjék különböző angol városokban. Az év jelentős részét ennek ellenére francia földön töltötték cannes-i villájukban. Mihail nagyherceg alapította meg a Cannes-i Golfklubot, melynek egyben ő lett az első elnöke is. Gyakran tartózkodott Cannes-ban a cári család több tagja is, elsősorban a nagyherceg nővére, Anasztaszija Mihajlovna mecklenburg–schwerini özvegy nagyhercegné. A nagyherceg felújította családi kapcsolatait, közeli viszonyba került egyetlen leánytestvérével, édesapjával és öccsével, Alekszandr Mihajloviccsal is mind gyakrabban találkozott. 1903-ban Mihail Mihajlovics édesapja agyvérzést kapott, a nagyherceg véglegesen is Cannes-ba költözött. Mihail Nyikolajevics ápolását Anasztaszija Mihajlovna, Mihail Mihajlovics és Zsófia grófnő vállalta magára; az idős nagyherceget elbűvölte száműzött fia felesége, és megbocsátott Mihail Mihajlovicsnak. Mihail Nyikolajevics 1909-ben bekövetkezett halálakor II. Miklós cár engedélyezte Mihail Mihajlovics és családja számára, hogy Oroszországba utazzanak a temetésre.
Apja halála utána a nagyherceg és családja Londonba költözött, ahol Mihail Mihajlovics a hampsteadi kórház igazgatója és a Hampsteadi Művészeti Társaság elnöke lett. Egy Kenwood nevű villában laktak, gyakori látogatói voltak VII. Eduárd királynak, és rendszeresen vettek részt a Buckingham palotában rendezett fogadásokon, estélyeken. VII. Eduárd elhunytát követően Mihail Mihajlovics az új uralkodóhoz, V. György brit királyhoz folyamodott annak érdekében, hogy felesége angol nemesi címet kapjon. A nagyherceget támogatta II. Miklós cár is, azonban még így sem sikerült célt érniük; V. György azzal utasította vissza a kérést, hogy nem adhat rangot egy orosz nagyherceg nejének.
1912 szeptemberében Mihail nagyherceg megint hazatérhetett Oroszországba, hogy a családjával ünnepelhesse a borogyinói csata százéves évfordulóját, és ekkor formálisan visszakapta katonai rangját. A cár továbbá rendszeresen küldött nagyobb összegekkel segítette nagybátyját.
Az első világháború alatt a nagyherceg kórházzá alakította a villáját, és támogatta a jótékonysági szervezeteket. A Romanov-ház uralmának megdöntése megfosztotta Mihail Mihajlovicsot vagyona és jövedelme jelentős részétől. Annak ellenére, hogy V. György király és felesége, Mihail Mihajlovics egykori választottja, Mária tecki hercegnő nagyobb összeggel segítettek neki, a nagyhercegnek bele kellett szoknia egy szerényebb életvitelbe, több birtokától is meg kellett válnia. Miután leányai angol arisztokratákhoz mentek feleségül, ez némileg könnyített a nagyherceg anyagi problémáin. Fia elvesztette állását, és továbbra is szüleivel élt.

### Halála
Mihail Mihajlovics csak a világháború végeztével látogatott vissza Cannes-ba, és ekkor értesült arról is, hogy az orosz forradalom alatt számos rokonát meggyilkolták a bolsevikok. A nagyherceget megrendítette a csapások sorozata, kedélyállapota ingadozóvá vált, egészsége is meggyengült.
Felesége 1927. szeptember 4-ei halála volt a legnagyobb csapás a nagyherceg számára. Betegeskedni kezdett; felesége sírját azonban minden nap meglátogatta. Két éven belül, 1929. április 26-án hunyt el influenzában. Felesége mellé temették el a hampsteadi temetőben.